# Dicranophragma laetithorax
Dicranophragma laetithorax là một loài ruồi trong họ Limoniidae. Chúng phân bố ở miền Cổ bắc.